# 고도를 기다리며

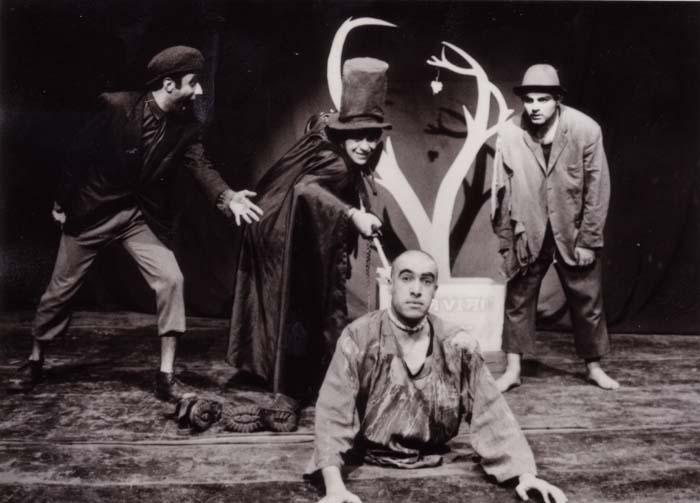

《고도를 기다리며》(프랑스어 En attendant Godot, 영어 Waiting for Godot)는 아일랜드 출신의 극작가, 사무엘 베케트가 쓴 2막의 부조리극이며, 부제로 "2막의 비희극"라 붙였다. 이 작품은 1940년대 후기에 작성되어, 1952년에 처음 발간되었다. 베케트는 처음 자신에게는 외국어인 프랑스어로 이 작품을 썼으며, 1954년에 영어로 번역되었다. 이 작품은 1953년 1월 3일 파리시 바빌론 극장에서 프랑스어로 초연했다.
고도를 기다리며는 처음에 비평가들로부터 각기각색의 다양한 반응을 얻었고, 베케트가 "이 작품은 그것이 말하는 것이 무엇인가를 뜻한다"라며 해석을 돕는 것을 거부하면서, 고의적으로 불분명하게 비치게 하였다. 그럼에도 이 희곡 자체는 무엇이 희곡이 연극적 중요성을 가지게 하는지에 대한 개념을 정제시키며, 많은 유명한 극작가들 - 톰 스토퍼드, 해롤드 핀터, 에드워드 앨비, 샘 세퍼드-에게 영향을 끼쳤다.

## 등장인물
- 블라디미르(디디) - 떠돌이, 고도를 기다린다.
- 에스트라공(고고) - 떠돌이, 고도를 기다린다.
- 포조 - 잔인한 지주
- 럭키 - 포조의 노예, 끈에 묶여 포조에게 끌려다닌다.
- 양치기 소년 - 고도의 심부름꾼, 고도의 소식을 전한다.

## 줄거리
- 무대:길가

“고도”를 기다리는 두 사내의 이야기이다

## 같이 보기
- 데니스 존스턴
- 르 몽드가 선정한 세기의 도서 100권
- 보이지 않는 등장인물